# Щедрищеве
Щедрищеве — окремо розміщений мікрорайон Сіверськодонецька. Знаходиться на північ від міста на лівому березі ріки Борова. В Щедрищевому 395 житлових будинків та 660 жителів (станом на 1.01.2016 р.). Територія поселення становить близько 69 га. Воно віддалене на 2.5 км від Сіверськодонецька (по прямій).
В Щедрищевому знаходяться об'єкти рекреаційного призначення: дитячий оздоровчий табір імені Ю. Гагаріна і профілакторій Янтар, а також великі садові товариства: Мічурінець-1, Мічурінець-2 та Монтажник. 